# Montaillou
Montaillou là một xã trong vùng Occitanie, thuộc tỉnh Ariège, quận Foix, tổng Ax-les-Thermes. Tọa độ địa lý của xã là 42° 47' vĩ độ bắc, 01° 53' kinh độ đông. Montaillou nằm trên độ cao trung bình là 1325 mét trên mực nước biển, có điểm thấp nhất là 1181 mét và điểm cao nhất là 1806 mét. Xã có diện tích 8,61 km², dân số vào thời điểm 2004 là 10 người; mật độ dân số là 1 người/km².

## Thông tin nhân khẩu
| 1962 | 1968 | 1975 | 1982 | 1990 | 1999 |
| ---- | ---- | ---- | ---- | ---- | ---- |
| 41   | 45   | 37   | 20   | 27   | 14   |

## Địa điểm tham quan
- Nhà thờ Đức Bà (Notre Dame de Carnesses)